# تانتوس
تانتوس (انگلیسی: Tantus) نام بزرگترین شرکت تولید کنندهٔ اسباب‌بازی جنسی از جنس سیلیکون در ایالات متحده آمریکا است. محصولات این شرکت شامل آلت مصنوعی، آلت مردانه مصنوعی بنددار، درپوش مقعد و لرزاننده است. مقر این شرکت در شهر اسپارکس، نوادا است.